# Fellomyces polyborus
Fellomyces polyborus är en svampart som först beskrevs av D.B. Scott & Van der Walt, och fick sitt nu gällande namn av Y. Yamada & I. Banno 1984. Fellomyces polyborus ingår i släktet Fellomyces och familjen Cuniculitremaceae.   Inga underarter finns listade i Catalogue of Life.